# Парк Победы (Волгодонск)
Парк Победы или парк культуры и отдыха «Победа» (официально — муниципальное автономное учреждение культуры «Парк Победы») — парк культуры и отдыха в городе Волгодонске Ростовской области, расположенный в старой части города.

## История
Парк был заложен 8 мая 1965 года в канун празднования 20-й годовщины Победы над нацистской Германией.
|  | …впредь именовать площадь и заложенный парк у строящегося дворца культуры химиков площадью и парком «Победа»… Заложить обелиск на площади Победы.Решение исполкома городского совета Волгодонска от 8 мая 1965 года |

Парк был расширен до 16 гектаров[когда?]

. Летом 1968 года в парке «Победы» началось строительство дворца спорта.Возглавил строительство искусственного ледяного поля главный инженер химкомбината Иосиф Миронович Болотин. Предполагалось,что длина будущего дворца спорта составит 72 метра,ширина-36,высота -13 метров. Вместимость ледовой арены должна была составить 1200 зрителей. По планам строителей, у волгодонцев появилась бы возможность круглогодичного занятия конькобежным спортом, просмотра выступлений фигуристов и представлений балета на льду. Однако химкомбинат, курировавший строительство и уже сдавший годом ранее дворец культуры, так и не завершил проект.
4 ноября 1976 года в парке Победы была заложена «Аллея ветеранов партии и труда», первые деревья высадили туда Р. С. Чубарь, А. И. Явельберг, П. К. Богданова, Г. И. Овчинников, Н. А. Кадолин, Ф. К. Васильев, М. Х. Долгих[кто?].
В 1979 году исполком поручил архитектору Тарасу Григорьевичу Ботяновскому создать проект реконструкции парка, связав его одной идеей с главной площадью города — площадью Победы.
Ботяновский Т.Г. работал главным архитектором в городе Саратове, Балаково. В 1974 году приехал на работу в г. Волгодонск, где началось строительство атомной электростанции. В 1977 Ботяновский был назначен на должность главного архитектора Волгодонска. Кроме парка и площади Победы, арки Победы, по его проектам построены спорт-комплекс «Строитель», гостиница «Волгодонск» и другие известные здания города. В 2000 году архитектору было присвоено звание «Почетный гражданин города».
В 1980 году началась реконструкция парка. Весной 1983 года исполком утвердил кандидатуры матерей на «Аллею материнской славы». В список вошли 11 матерей, воспитавших 5 и более детей. Аллея была оформлена скульптором В.П. Поляковым по проекту архитектора Т.Г. Ботяновского.
22 апреля 1985 года в день коммунистического субботника заложен «Сад памяти». Все деревья в этом саду были посажены родственниками тех, кто не вернулся с войны. Всего в парке было посажено более двух тысяч деревьев. У  входа располагается плита-камень с надписью: «Памяти павших ― будьте достойны», украшенная лавровым венком. Рядом с "Садом Памяти" находится Поляна городов-героев, также спроектированная Т.Г. Ботяновским.
9 мая 1985 года, в день 40-летия победы в ВОВ были открыты реконструированные парк Победы и одноимённая площадь с фонтаном, созданным по проекту Василия Полякова. В центре фонтана, имеющего очертания большой звезды, на пьедестале находятся стальные фигуры двух воинов-победителей, стоящих на обломках свастики и удерживающих в руках знамя Победы. Фонтан находится на пересечении четырёх аллей парка:
- ветеранов партии и труда;
- материнской славы;
- воинской славы;
- первостроителей.

## Мероприятия
В парке установлены аттракционы. Ежегодно, в преддверии 9 мая проводятся митинги памяти и возложение цветов в «Саду памяти», а 22 июня — традиционный митинг памяти о начале войны.

## Фотогалерея

Вид на ДК «Октябрь» и стелу «Слава героям фронта и тыла»
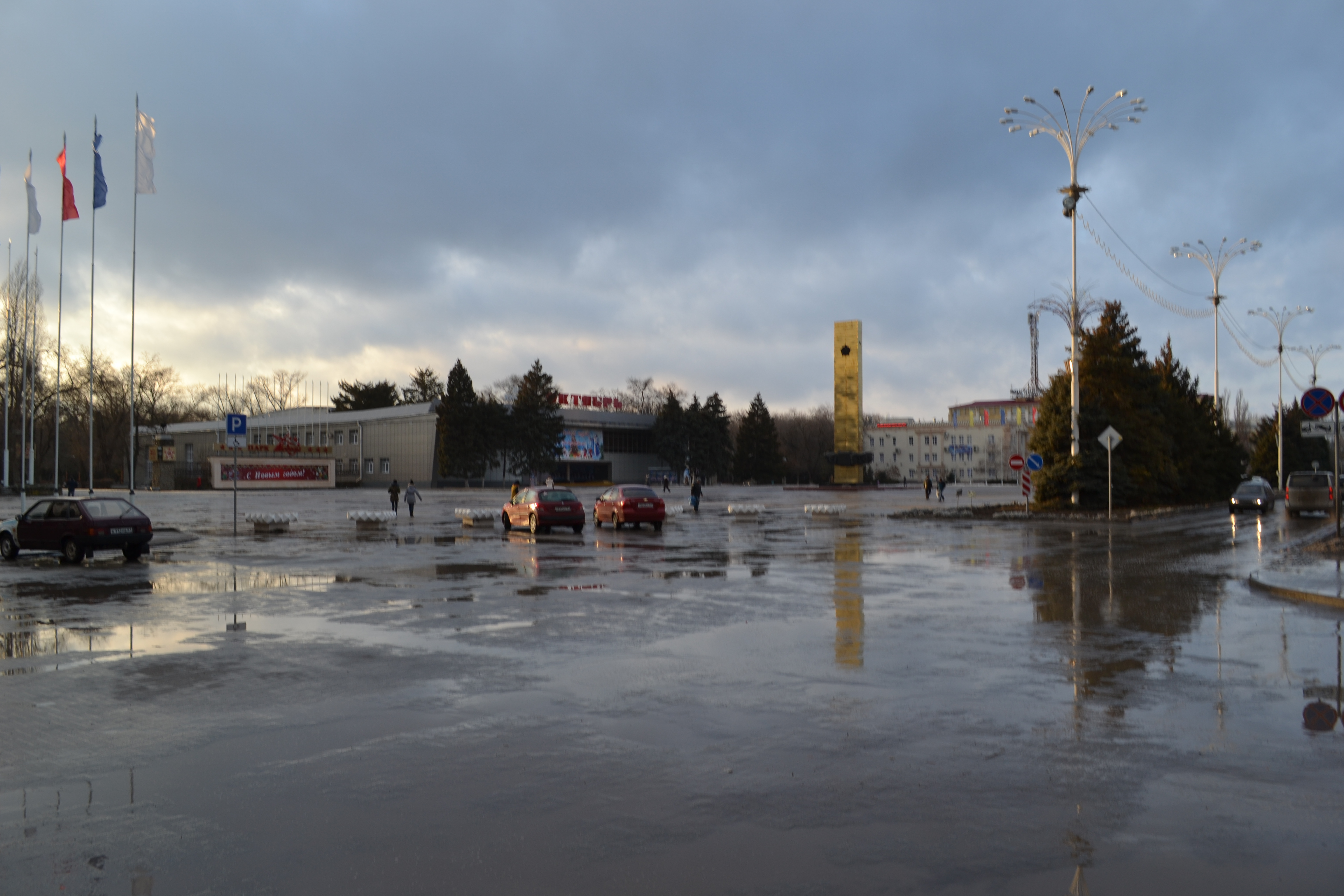
Вид на площадь Победы, ДК «Октябрь» и центральные входы в парк Победы
Арка «Орден Победы»
Стела «Памяти павших будьте достойны» у входа в «Сад памяти»
Звёзды городов-героев в «Саду памяти»
Звёзды городов-героев в «Саду памяти»